# Yên Sơn (huyện)
Yên Sơn là một huyện cũ nằm ở trung tâm tỉnh Tuyên Quang, vùng Đông Bắc Bộ, Việt Nam.

## Địa lý
Huyện Yên Sơn nằm ở phía nam tỉnh Tuyên Quang, có vị trí địa lý:
- Phía đông giáp huyện Định Hóa, tỉnh Thái Nguyên và huyện Chợ Đồn, tỉnh Bắc Kạn
- Phía tây giáp huyện Hàm Yên và huyện Yên Bình, tỉnh Yên Bái
- Phía nam giáp thành phố Tuyên Quang, huyện Sơn Dương và huyện Đoan Hùng, tỉnh Phú Thọ
- Phía bắc giáp huyện Chiêm Hóa.[3]

Thành phố Tuyên Quang gần như nằm trọn trong lòng huyện.
Huyện có diện tích 1.067,70 km² (là huyện có diện tích lớn thứ hai tỉnh Tuyên Quang, sau huyện Chiêm Hóa), dân số năm 2018 là 145.390 người.
Khu vực trung tâm huyện cũng là nơi sông Gâm hợp lưu với sông Lô.

## Hành chính
Huyện Yên Sơn có 28 đơn vị hành chính cấp xã trực thuộc, bao gồm thị trấn Yên Sơn (huyện lỵ) và 27 xã: Chân Sơn, Chiêu Yên, Công Đa, Đạo Viện, Đội Bình, Hoàng Khai, Hùng Lợi, Kiến Thiết, Kim Quan, Lang Quán, Lực Hành, Mỹ Bằng, Nhữ Hán, Nhữ Khê, Phú Thịnh, Phúc Ninh, Quý Quân, Tân Long, Tân Tiến, Thái Bình, Tiến Bộ, Trung Minh, Trung Môn, Trung Sơn, Trung Trực, Tứ Quận, Xuân Vân.

## Lịch sử
Sau năm 1954, huyện Yên Sơn bao gồm 2 thị trấn nông trường: thị trấn nông trường Sông Lô, thị trấn nông trường Tháng 10 và 41 xã: An Khang, An Tường, Chân Sơn, Chiêu Yên, Công Đa, Đạo Viên, Đội Bình, Đội Cấn, Hoàng Khai, Hùng Lợi, Kiến Thiết, Kim Quan, Kim Thắng, Lang Quán, Lực Hành, Lưỡng Vượng, Mỹ Lâm, Nhữ Hán, Nhữ Khê, Nông Tiến, Phú Lâm, Phú Thịnh, Phúc Ninh, Quý Quân, Tân Long, Tân Tiến, Thái Bình, Thái Long, Thắng Quân, Tiến Bộ, Tràng Đà, Trung Minh, Trung Môn, Trung Sơn, Trưng Trắc, Trung Trực, Tứ Quận, Vinh Phú, Xuân Vân, Y Bằng, Ỷ La.
Ngày 30 tháng 4 năm 1965, hợp nhất xã Trưng Trắc và các xóm Phú Hưng, Tỉnh Húc, Bình An, Ngọc Kim, Tân Kiều, Tân Thành, Cây Đa, Đông Sơn A, Đông Sơn B và Tân Long của xã An Tường thành xã Hưng Thành.
Ngày 26 tháng 7 năm 1968, sáp nhập 4 xã: Hưng Thành, Nông Tiến, Tràng Đà và Ỷ La về thị xã Tuyên Quang.
Ngày 22 tháng 5 năm 1969: 
- Hợp nhất 2 xã: Quý Quân và Lực Hành thành xã Hồng Sơn
- Hợp nhất 2 xã: Thái Bình và Tiến Bộ thành xã Bình Ca
- Hợp nhất 2 xã: Nhữ Hán và Nhữ Khê thành xã An Khê
- Hợp nhất 2 xã: Tân Long và Tân Tiến thành xã Tân Hồng
- Hợp nhất 2 xã: Vinh Phú và Kim Thắng thành xã Kim Phú
- Hợp nhất 2 xã: Y Bằng và Mỹ Lâm thành xã Mỹ Bằng
- Hợp nhất 2 xã: Trung Môn và Chân Sơn thành xã Trung Môn.[6]

Năm 1975, tỉnh Tuyên Quang sáp nhập với tỉnh Hà Giang thành tỉnh Hà Tuyên, huyện Yên Sơn thuộc tỉnh Hà Tuyên.
Ngày 16 tháng 1 năm 1979, thành lập thị trấn Tân Bình. Tuy nhiên, Tân Bình không phải là thị trấn huyện lị huyện Yên Sơn, các cơ quan hành chính huyện đóng tại xã An Tường.
Ngày 13 tháng 2 năm 1987, chia tách lại 4 xã: Tân Hồng, Bình Ca, Hồng Sơn và Trung Môn thành các xã như cũ.
Ngày 12 tháng 8 năm 1991, tỉnh Tuyên Quang được tái lập từ tỉnh Hà Tuyên, huyện Yên Sơn thuộc tỉnh Tuyên Quang.
Ngày 15 tháng 7 năm 1999: 
- Giải thể thị trấn nông trường Sông Lô. Dân cư thuộc thị trấn nông trường hiện đang sinh sống trên địa bàn các xã An Tường, Nhữ Khê, Đội Bình, An Khang, Thắng Quân, Thái Long, Lưỡng Vượng, Hoàng Khai, Đội Cấn và thị trấn Tân Bình được giao về các xã và thị trấn nói trên quản lý
- Giải thể thị trấn nông trường Tháng 10. Dân cư thuộc thị trấn nông trường hiện đang sinh sống trên địa bàn các xã Mỹ Bằng, Phú Lâm, Nhữ Hán, Kim Phú được giao về cho các xã nói trên quản lý
- Chia xã An Khê thành 2 xã: Nhữ Hán và Nhữ Khê.

Cuối năm 2007, huyện Yên Sơn bao gồm thị trấn Tân Bình và 35 xã: An Khang, An Tường (huyện lỵ), Chân Sơn, Chiêu Yên, Công Đa, Đạo Viện, Đội Bình, Đội Cấn, Hoàng Khai, Hùng Lợi, Kiến Thiết, Kim Phú, Kim Quan, Lang Quán, Lực Hành, Lưỡng Vượng, Mỹ Bằng, Nhữ Hán, Nhữ Khê, Phú Lâm, Phú Thịnh, Phúc Ninh, Quý Quân, Tân Long, Tân Tiến, Thái Bình, Thái Long, Thắng Quân, Tiến Bộ, Trung Minh, Trung Môn, Trung Sơn, Trung Trực, Tứ Quận, Xuân Vân.
Ngày 3 tháng 9 năm 2008, sáp nhập 5 xã: An Tường, Lưỡng Vượng, An Khang, Thái Long và Đội Cấn vào thị xã Tuyên Quang (nay là thành phố Tuyên Quang) quản lý. Huyện Yên Sơn còn lại 1 thị trấn và 30 xã, Huyện lỵ dời về xã Thắng Quân.
Ngày 21 tháng 11 năm 2019, Ủy ban Thường vụ Quốc hội ban hành Nghị quyết 816/NQ-UBTVQH14 về việc sắp xếp các đơn vị hành chính cấp huyện, cấp xã thuộc tỉnh Tuyên Quang (nghị quyết có hiệu lực từ ngày 1 tháng 1 năm 2020). Theo đó, sáp nhập thị trấn Tân Bình và 2 xã: Phú Lâm, Kim Phú vào thành phố Tuyên Quang.
Ngày 27 tháng 4 năm 2021, Ủy ban Thường vụ Quốc hội ban hành Nghị quyết số 1262/NQ-UBTVQH14 (nghị quyết có hiệu lực từ ngày 1 tháng 7 năm 2021). Theo đó:
- Điều chỉnh một phần diện tích và dân số của 2 xã: Lang Quán và Tứ Quận về xã Thắng Quân quản lý
- Thành lập thị trấn Yên Sơn (thị trấn huyện lỵ của huyện Yên Sơn) trên cơ sở toàn bộ diện tích và dân số của xã Thắng Quân (sau khi điều chỉnh địa giới hành chính).

Huyện Yên Sơn có 1 thị trấn và 27 xã như hiện nay.